# Dirk Passiwan
Dirk Passiwan (* 13. Oktober 1976 in Trier) ist ein deutscher Rollstuhlbasketballspieler und Trainer bei den Doneck Dolphins Trier. Seit Oktober 2021 ist der ehemalige Nationalspieler zudem Bundestrainer der deutschen Damen-Nationalmannschaft im Rollstuhlbasketball.

## Leben
Dirk Passiwan war von klein auf in Kontakt mit dem Rollstuhlbasketball. Seit Vater Otmar Passiwan gründete 1985 den Verein RSC Rollis Trier 1985 e. V. und war selbst über viele Jahre ein erfolgreicher Rollstuhlbasketballer. Im Alter von 16 Jahren absolvierte Dirk 1993 seine ersten Spiele in der 2. Rollstuhlbasketball-Bundesliga. Seit dem Aufstieg in die 1. Liga im Jahr 1995 spielt er, mit kurzen Unterbrechungen, mit den RSC Rollis Trier in der ersten Bundesliga. Seit 2010 spielen die Rollis in der Bundesliga unter dem Namen Doneck Dolphins Trier. Bereits in seiner ersten Zweitligasaison wurde Dirk Passiwan Topscorer. Schnell zeigte sich, dass Dirk Passiwan einer der besten Rollstuhlbasketballer der Welt ist. In der Saison 2021/22 wurde er zum 22. Mal Topscorer der Rollstuhlbasketball-Bundesliga. In den ersten Jahren seiner Karriere war Passiwan mit 4,5 und nichtbehindert klassifiziert. Aufgrund von Knieschäden erhielt er im Jahr 2006 die Klassifizierung 4,5 MB (minimalbehindert) und ist seitdem auch international startberechtigt. In der Folge nahm er mit der deutschen Nationalmannschaft an drei Paralympischen Spielen (2008, 2012 und 2016) teil. Seine größten Erfolge mit der Nationalmannschaft waren eine Silbermedaille bei der EM im Jahr 2011 und eine Bronzemedaille bei der EM im Jahr 2015. Im Jahr 2021 zog er sich als Nationalspieler zurück.
Im Oktober 2021 wurde bekannt, dass Passiwan die deutsche Frauen-Nationalmannschaft im Rollstuhlbasketball als Bundestrainer übernimmt.
Passiwan ist mit der Rollstuhlbasketballerin Nathalie Passiwan verheiratet. Das Paar hat einen Sohn.